# キ90 (航空機)
キ90は、大日本帝国陸軍が計画した爆撃機。開発は三菱重工業が担当した。

## 概要
1943年（昭和18年）7月9日、陸軍は航密8454号で三菱に対して双発近距離爆撃機キ90の試作を命じた。キ90は四式重爆撃機の後継機とすることを目指したもので、陸軍からの要求性能は常用高度が4,000 - 10,000 m、行動半径が1,500 km + 余裕2時間、固定武装は20mm機関砲2門、13mm機関砲2 - 3門、爆弾搭載量は最大1,000 kgで魚雷装備の研究も行うというものだった。また、高高度水平爆撃とともに急降下爆撃も可能なことが要求されていた。
設計の規範となったのは海軍が1940年（昭和15年）末に双発急降下爆撃機の研究のためにドイツから輸入したJu 88A-4で、エンジンは排気タービンを備えた三菱「ハ214ル」空冷複列星型18気筒（離昇2,500 hp）を使用する予定だった。4名の乗員の配置は機首キャビンに集中されている。1946年（昭和21年）3月の審査完了が予定されていたが、太平洋戦争の戦局悪化を受けて1945年（昭和20年）5月に行われた試作機整理統合によって、設計段階で計画は中止された。

## Ju 90改設計機
上記のキ90とは別に、九二式重爆撃機の後継機として陸軍が1938年（昭和13年）2月頃に計画したJu 90の爆撃機型にも、「キ90」の計画番号が仮称として与えられていた。これは日独共同で改設計したJu 90をユンカース社で生産し、日本へ空輸するという計画で、生産数は10機、日本側の改設計チームは陸軍と三菱の人員からなると予定されていた。
ユンカース社との交渉は三菱が担当し、1938年7月25日にデッサウのユンカース社工場で開始されたが、国際情勢の悪化によって輸出向け機体の開発を行う余裕がユンカース社から失われたため、同年9月9日に簡単な一般図が示されたのを最後にユンカース社からの反応が途絶え、計画は断念されている。
その後、三菱はJu 90に代わる候補としてFw 200の改設計による爆撃機化を計画した。交渉を受けたフォッケウルフ社も積極的に応じ、関心が薄かったとされる陸軍も1938年11月に宣伝のためにFw 200試作1号機が訪日したことを受け、その性能を評価して「大日本航空および満州航空用」という名目で5機のFw 200を発注した。日本側では1940年（昭和15年）、ドイツ側では1941年（昭和16年）の引渡しを予定していたが、引渡し時期の交渉中に第二次世界大戦が勃発し、陸軍が発注したFw 200は日本に辿り着くことなく終わった。
また、Fw 200に続いて、三菱は1939年（昭和14年）3月からボーイング社との間で交渉を開始しており、双方の間で遠距離爆撃機を共同設計した後にボーイング社で生産を行うことが検討されたが、日米関係の悪化により計画のみに終わった。